# Мэйлэм, Тони
Энтони Ф. Мэйлэм (англ.  Anthony F. Maylam; род. 1943) —  английский режиссёр и сценарист.

## Биография
Родился 26 мая 1943 года в Лондоне. Окончил Королевскую академию драматического искусства.
Наиболее известен по работе над проектами «Genesis: Концерт», «Загадки песков», «Сожжение», «Считанные секунды» и документальному телесериалу «Победа дизайна» об истории автомобильных марок.
Мэйлэм был номинантом на премию БАФТА (1977). В 2008 году его  работа была отмечена жюри  Нью-Йоркского Международного фестиваля независимого кино и видео.
С 1985 года женат на французском политическом деятеле Жоэлль Гаррио  (род. 1955).

## Фильмография

### Режиссёр
- Кубок славы  (1972)
- Genesis: Концерт (1976)
- Белая вершина  (1977)
- Загадки песков  (1979)
- Сожжение  (1981)
- Грехи Дориан Грей  (ТВ, 1983)
- Герой: Официальный фильм XIII Чемпионата мира по футболу в Мексике (1987)[1]
- Пересекая озеро  (ТВ, 1988)
- Считанные секунды  (1992)
- Голубой феникс  (2001)
- Победа дизайна (телесериал, 2003/2008)
- Дневник убийцы по контракту (2008)

### Сценарист
- Кубок славы  (1972)
- Белая вершина  (1977)
- Загадки песков  (1979)
- Сожжение  (1981)
- Голубой феникс  (2001)
- Победа дизайна (телесериал, 2003/2008)
- Дневник убийцы по контракту (2008)

## Награды и номинации
1977
- BAFTA — Flaherty Documentary Award: 	«Белая вершина»  (номинация)

2008
- New York International Independent Film and Video Festival[англ.] — лучший фильм: «Дневник убийцы по контракту»  (победа)